# Ángeles de Irisarri
Ángeles de Irisarri (Zaragoza, 1947) es una escritora española de novelas históricas. Licenciada en Filosofía y Letras por la Universidad de Zaragoza, está casada y es madre de dos hijos. Ejerció como profesora, archivera y en una agencia de publicidad como jefa de medios y administradora. Colabora habitualmente en la prensa aragonesa. Empezó a publicar novelas y cuentos pasados los cuarenta años. Sus novelas suelen enmarcarse en la Edad Media. Sus protagonistas suelen ser femeninos y en cierto modo antagónicos del prototipo de mujer medieval. En 2005 recibió el Premio de Novela Histórica Alfonso X El Sabio.

## Tramas histórico-literarias
- Toda, reina de Navarra (1991). Se volvió a publicar en 1997 como  El viaje de la reina. Fue finalista del Premio Herralde de Novela (1990).  Narra el viaje de la reina Toda Aznárez, que octogenaria en el siglo X, acude al Califato de Córdoba a fin de que los médicos de la corte de su sobrino Abderramán III ayuden a adelgazar a su nieto Sancho el Craso (Sancho I de León), rey de León, al que le han arrebatado el trono y se ha refugiado en Pamplona. Abderramán III accede pero a condición de que la cura se realice en Córdoba.
- El estrellero de San Juan de la Peña (1992).  Un fraile se dedica a mirar las estrellas en el Monasterio de San Juan de la Peña, en el Pirineo aragonés, esperando la llegada del cometa Halley (se sabe que apareció el año 1066). Para ello edifica un observatorio astronómico. Lugar de peregrinación, por este monasterio pasan personajes que dialogan y plantean cuestiones sobre la ciencia y la cultura de la época en una búsqueda del conocimiento.
- El año de la inmortalidad (1993). En una ciudad no muere nadie durante el transcurso de un año. El escritor venezolano Odilón de Ana, utiliza este tema para escribir una novela de su vida, pero mientras la prepara, esto sucede de verdad en Madrid.
- Ermessenda, condesa de Barcelona (1994). Cuenta como la hija de Roger I, Ermessenda de Carcassona a principios del siglo XI intenta influir sobre su nieto Ramón Berenguer I al casarse con Almodis de la Marca.
- La cajita de lágrimas (1999). La acción se sitúa en el siglo XIII. Los protagonistas son dos personajes de las guerras contra los cátaros y la batalla de Las Navas de Tolosa: Doña Colomba, condesa de Haro,  que ha enviudado cuatro veces, y el caballero Guy de la Verité, caballero de Languedoc, que cree retener su alma en un relicario que lleva colgado al cuello.
- Las damas del fin del mundo (2000). Doña Uzea, señora de Finisterre, mujer de carácter y de pocas palabras, decide aislarse en un palacio en el fin del mundo buscando la paz y que nadie la molestase. Sin embargo a su palacio acuden una serie de personajes extraños que alteran su planes: desde un vikingo con mal de amor, un hada caprichosa, el enano Grinn.
- La reina Urraca (2000). Versión de esta reina de Galicia, Asturias, León, Castilla y Toledo, a través de los ojos de la infanta Sancha Raimúndez, hija e Ramón de Borgoña y de Doña Urraca (Urraca de León y Castilla).
- Las hijas de la luna roja. Isabel, la Reina. Vol. I (2001), El tiempo de la siembra. Isabel, la Reina. Vol. II (2001) El sabor de las cerezas. Isabel, la Reina. Vol. III (2001). El 22 de abril de 1451 brilla una gran luna roja, en ese día nacen cuatro mujeres: La reina Isabel, la huérfana Maria Abando que será recogida y educada por dos brujas de Bilbao, y dos gemelas huérfanas de una familia noble, que nacen cada una sin una mano, Leonor y Juana Téllez.
- América. La aventura de cuatro mujeres en el Nuevo Mundo (2002) Sor Juana Téllez de Fontseca, maravillada por las narraciones de Cristóbal Colón sobre el Nuevo Mundo, abandona el convento de Tordesillas para ir a salvar almas en compañía de tres monjas más y un Cristóbal Colón imaginario. (Este personaje de Sor Juana, aparece ya en la trilogía sobre Isabel la Católica).
- Romance de Ciego (Premio de Novela Histórica Alfonso X El Sabio 2005). La acción se desarrolla en los últimos años siglo XIX a través de la familia Arriazu. Planteando la diferente aceptación de los nuevos inventos: ferrocarril, teléfono, luz eléctrica, cine y  automóvil.
- Te lo digo por escrito (2006). Novela epistolar que se desarrolla de tono intimista, ambientada en la época de la dictadura de Primo de Rivera. Pepita de Lapentaine, su protagonista,  es una artista de varietés que recorre España con su espectáculo. Desde los distintos lugares en los que actúa, escribe a Carlos, su amante. La historia se desarrolla a lo largo de diecisiete años y refleja las costumbres de la época y los agobios de los artista de este tiempo para sobrevivir.

### Novela
- Doña Toda, reina de Navarra (1991)
- El estrellero de San Juan de la Peña (1992)
- El año de la inmortalidad (1993])
- Ermessenda, condesa de Barcelona (1994)
- El viaje de la reina (1997)
- La cajita de lágrimas (1999)
- Las damas del fin del mundo (2000)
- La reina Urraca (2000)
- Las hijas de la luna roja. Isabel, la Reina.Vol. I (2001)
- El tiempo de la siembra. Isabel, la Reina. Vol. II (2001)
- El sabor de las cerezas. Isabel, la Reina. Vol. III (2001)
- América. La aventura de cuatro mujeres en el Nuevo Mundo (2002)
- Romance de Ciego (2005)
- Te lo digo por escrito (2006)
- La artillera (2008)
- La estrella peregrina (2010)

### Novela corta
Irisarri también es autora varios relatos de brujas reunidos en Historias de brujas medievales y publicados entre 1999 y 2000: Dalanda, la santiguadora , La cacería maldita, Entre Dios y el diablo, La meiga, El aquelarre, El collar del dragón.

### Cuento
Entre sus cuentos pueden destacarse: Lisa-Gioconda y otros cuentos (Premio Isabel de Portugal en 1991), Siete cuentos históricos y siete que no lo son (1995), Diez relatos de Goya y su tiempo (Premio Baltasar Gracián en 1996); además de los escritos junto con Magdalena Lasala y Toti Martínez de Lezea.

## Premios
Además de los ya citados, se pueden anotar: el Premio Isabel de Portugal de narrativa breve por Trece días de invierno y otros cuentos en 1992; Premio Femenino Singular 1994 de la editorial Lumen por Ermessenda, condesa de Barcelona; Premio Búho 1996 de la Asociación de Amigos del Libro; y Premio Sabina de Oro en 2002.